# ゲージ郡 (ネブラスカ州)
ゲージ郡 (Gage County) はアメリカ合衆国ネブラスカ州に位置する郡である。2000年現在、人口は22,993人である。ここの郡庁所在地はBeatriceである。

## 地理
アメリカ合衆国統計局によると、この郡は総面積2,227 km2 (860 mi2) である。このうち2,215 km2 (855 mi2) が陸地で12 km2 (5 mi2) が水地域である。総面積の0.54%が水地域となっている。

### 隣接する郡
- ジョンソン郡 - (北東)
- ポーニー郡 - (南東)
- カンザス州マーシャル郡 - (南東)
- カンザス州ワシントン郡 - (南西)
- ジェファーソン郡 - (西)
- セイリーン郡 - (北西)
- ランカスター郡 - (北)

## 人口動勢
2000年現在の国勢調査で、この郡は人口22,993人、9,316世帯、及び6,204家族が暮らしている。人口密度は10/km2 (27/mi2) である。5/km2 (12/mi2) の平均的な密度に10,030軒の住居が建っている。この郡の人種的構成は白人97.69%、アフリカン・アメリカン0.32%、先住民0.58%、アジア0.06%、太平洋諸島系0.03%、その他の人種0.26%、及び混血0.84%である。人口の0.85%がヒスパニックまたはラテン系である。
この郡内の住民は24.00%が18歳未満の未成年、18歳以上24歳以下が7.70%、25歳以上44歳以下が26.30%、45歳以上64歳以下が22.80%、及び65歳以上が19.20%にわたっている。中央値年齢は40歳である。女性100人ごとに対して男性は94.10人である。18歳以上の女性100人ごとに対して男性は91.40人である。
この郡の世帯ごとの平均的な収入は34,908米ドルであり、家族ごとの平均的な収入は43,072米ドルである。男性は29,680米ドルに対して女性は21,305米ドルの平均的な収入がある。この郡の一人当たりの収入 (per capita income) は17,190米ドルである。人口の8.70%及び家族の6.60%は貧困線以下である。全人口のうち18歳未満の9.70%及び65歳以上の8.00%は貧困線以下の生活を送っている。

## 都市及び村
- Adams
- バーネストン (Barneston)
- Beatrice
- ブルースプリングス (Blue Springs)
- Clatonia
- Cortland
- Filley
- リバティー (Liberty)
- Odell
- Pickrell
- バージニア (Virginia)
- Wymore

1. ↑   Find a County, National Association of Counties 2011年6月7日閲覧。
2. ↑   American FactFinder, United States Census Bureau 2008年1月31日閲覧。